# Prevlaka
Prevlaka (italsky Pellegrino) je poloostrov při ústí Boky Kotorské do Jaderského moře. Rozkládá se jižně od vesnice Vitaljina. Poloostrov je předmětem územního sporu mezi Chorvatskem a Černou Horou, který byl vyřešen provizorní smlouvou, podepsanou roku 2002.

## Poloha

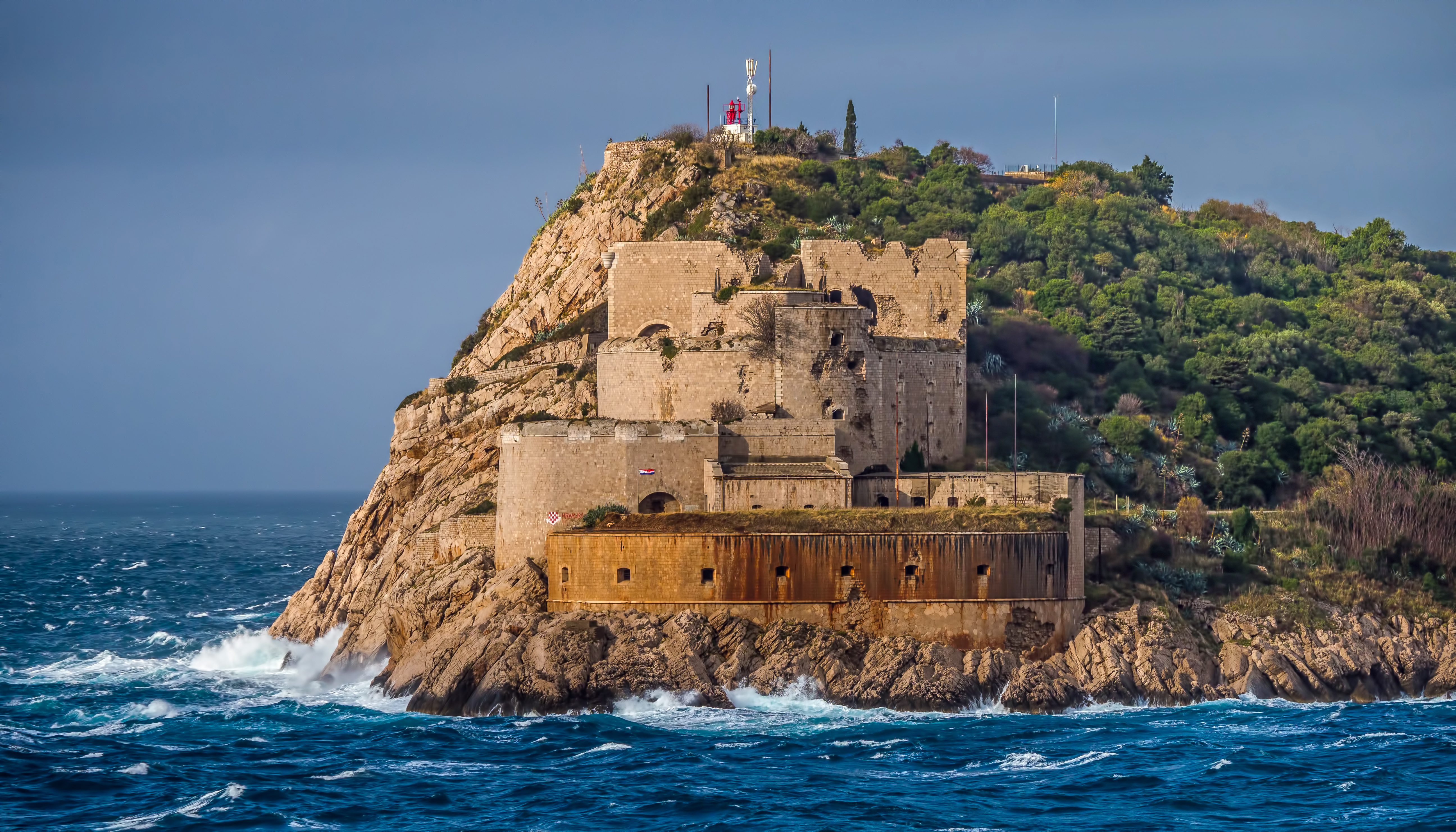
Pevnost na jihovýchodním konci poloostrova (mys Oštra) byla poničena během kapitulace Itálie v roce 1943.

Poloostrov má délku 2,5 km a šířku 300 m; v nejužším bodě pak 170 m. Jeho jihovýchodní cíp (mys Oštra) představuje také nejjižnější část chorvatského území.

## Historie
Poloostrov byl historicky součástí Dubrovnické republiky. Na jeho jižním konci se nachází pevnost, kterou nechalo zbudovat Rakousko-Uhersko v polovině 19. století.
Během doby existence socialistické Jugoslávie se zde nacházely vojenské objekty, neboť poloostrov má strategickou polohu (umožňuje kontrolovat přístup do Boky Kotorské).
V jeho blízkosti se rovněž nachází ostrov Mamula, kde byla také vybudována pevnost.